# Fredrik Lindström
Fredrik Wilhelm Lindström (ur. 24 lipca 1989 w Bredbyn) – szwedzki biathlonista, mistrz olimpijski i dwukrotny medalista mistrzostw świata.

## Kariera
Po raz pierwszy na arenie międzynarodowej pojawił się w 2006 roku, kiedy wystąpił na mistrzostwach świata juniorów w Presque Isle. Zajął tam między innymi czwarte miejsce w sztafecie. Jeszcze kilkukrotnie startował w zawodach tej rangi, jednak nie wywalczył medalu.
W Pucharze Świata zadebiutował 12 grudnia 2008 roku w Hochfilzen, zajmując 47. miejsce w sprincie. Pierwsze pucharowe punkty wywalczył miesiąc później, 13 stycznia 2009 roku w Vancouver, gdzie w tej samej konkurencji był trzynasty. Na podium zawodów tego cyklu pierwszy raz stanął 20 stycznia 2012 roku w Anterselvie, wygrywając w sprincie. Wyprzedził tam na podium Rosjanina Jewgienija Garaniczewa i Francuza Martina Fourcade'a. Najlepsze wyniki osiągnął w sezonie 2012/2013, który ukończył na siódmym miejscu w klasyfikacji generalnej.
W lutym 2018 roku wystartował na igrzyskach olimpijskich w Pjongczangu, gdzie razem z Peppe Femlingiem, Sebastianem Samuelssonem i Jesperem Nelinem zwyciężył w sztafecie. Był tam też między innymi ósmy w biegu indywidualnym. Blisko medalu był podczas igrzysk w Vancouver w 2010 roku, gdzie w sztafecie zajął czwarte miejsce. W 2012 roku wywalczył brązowy medal w biegu masowym na mistrzostwach świata w Ruhpolding. Wyprzedzili go jedynie Fourcade oraz kolejny Szwed - Björn Ferry. Na rozgrywanych rok później mistrzostwach świata w Novym Měscie zajął trzecie miejsce w biegu indywidualnym. Tym razem lepsi okazali się Fourcade i Tim Burke z USA.

## Osiągnięcia

### Igrzyska olimpijskie
| Rok  | Miejscowość | Konkurencje | Konkurencje | Konkurencje | Konkurencje | Konkurencje | Konkurencje | Konkurencje |
| Rok  | Miejscowość | IN          | SP          | PU          | MS          | RL          | MR          | SR          |
| ---- | ----------- | ----------- | ----------- | ----------- | ----------- | ----------- | ----------- | ----------- |
| 2010 | Vancouver   | 77.         | 38.         | 33.         | nd.         | 4.          | nd.         | nd.         |
| 2014 | Soczi       | 15.         | 18.         | 13.         | 6.          | 10.         | nd.         | nd.         |
| 2018 | Pjongczang  | 8.          | 39.         | 29.         | 15.         | 1.          | 11.         | nd.         |

### Mistrzostwa świata
| Rok  | Miejscowość          | Konkurencje | Konkurencje | Konkurencje | Konkurencje | Konkurencje | Konkurencje | Konkurencje |
| Rok  | Miejscowość          | IN          | SP          | PU          | MS          | RL          | MR          | SR          |
| ---- | -------------------- | ----------- | ----------- | ----------- | ----------- | ----------- | ----------- | ----------- |
| 2011 | Chanty-Mansyjsk      | 61.         | 11.         | 25.         | 11.         | 4.          | –           | nd.         |
| 2012 | Ruhpolding           | 10.         | 6.          | 10.         | 3.          | 16.         | 4.          | nd.         |
| 2013 | Nové Město na Moravě | 3.          | 8.          | 7.          | 12.         | 11.         | 13.         | nd.         |
| 2015 | Kontiolahti          | 38.         | 20.         | 24.         | 12.         | –           | 16.         | nd.         |
| 2016 | Oslo                 | 29.         | 30.         | 34.         | –           | 7.          | 12.         | nd.         |
| 2017 | Hochfilzen           | 38.         | 30.         | 17.         | 8.          | 11.         | 6.          | nd.         |
| 2019 | Östersund            | –           | 66.         | –           | –           | 7.          | –           | –           |

### Mistrzostwa świata juniorów
| Rok  | Miejscowość  | Konkurencje | Konkurencje | Konkurencje | Konkurencje | Konkurencje | Konkurencje | Konkurencje |
| Rok  | Miejscowość  | IN          | SP          | PU          | MS          | RL          | MR          | SR          |
| ---- | ------------ | ----------- | ----------- | ----------- | ----------- | ----------- | ----------- | ----------- |
| 2006 | Presque Isle | 50.         | 38.         | 38.         | nd.         | 4.          | nd.         | nd.         |
| 2007 | Martello     | 47.         | 7.          | 15.         | nd.         | 6.          | nd.         | nd.         |
| 2008 | Ruhpolding   | 30.         | 29.         | 22.         | nd.         | 6.          | nd.         | nd.         |
| 2009 | Canmore      | 17.         | 14.         | 6.          | nd.         | 8.          | nd.         | nd.         |

### Puchar Świata

#### Miejsca w klasyfikacji generalnej
| Sezon     | Miejsce |
| --------- | ------- |
| 2008/2009 | 81.     |
| 2009/2010 | 44.     |
| 2010/2011 | 23.     |
| 2011/2012 | 9.      |
| 2012/2013 | 7.      |
| 2013/2014 | 17.     |
| 2014/2015 | 12.     |
| 2015/2016 | 29.     |
| 2016/2017 | 28.     |
| 2017/2018 | 19.     |
| 2018/2019 | -       |

#### Miejsca na podium w zawodach Pucharu Świata chronologicznie
| Lp. | Dzień        | Rok  | Miejscowość     | Konkurencja                | Lokata | Pudła   | Czas biegu | Strata | Zwycięzca       |
| --- | ------------ | ---- | --------------- | -------------------------- | ------ | ------- | ---------- | ------ | --------------- |
| 1.  | 20 stycznia  | 2012 | Anterselva      | Sprint na 10 km            | 1.     | 0+0     | 24:37.9    | –      | –               |
| 2.  | 11 marca     | 2012 | Ruhpolding      | Bieg masowy na 15 km       | 3.     | 0+1+1+0 | 38:28,8    | +3,4   | Martin Fourcade |
| 3.  | 16 marca     | 2012 | Chanty-Mansyjsk | Sprint na 10 km            | 3.     | 0+0     | 26:46,9    | +6,7   | Martin Fourcade |
| 4.  | 14 stycznia  | 2013 | Nové Město (MŚ) | Bieg indywidualny na 20 km | 3.     | 0+0+0+1 | 50:16,7    | +33,7  | Martin Fourcade |
| 5.  | 30 listopada | 2013 | Östersund       | Sprint na 10 km            | 2.     | 0+0     | 26:02,5    | +6,5   | Martin Fourcade |
| 6.  | 3 grudnia    | 2016 | Östersund       | Sprint na 10 km            | 2.     | 0+0     | 24:13,4    | +41,5  | Martin Fourcade |